# Visjön (Håcksviks socken, Västergötland)
Visjön är en sjö i Svenljunga kommun i Västergötland och ingår i Ätrans huvudavrinningsområde. Sjön har en area på 0,132 kvadratkilometer och ligger 149,1 meter över havet.

## Delavrinningsområde
Visjön ingår i det delavrinningsområde (635919-133396) som SMHI kallar för Mynnar i Ätran. Medelhöjden är 147 meter över havet och ytan är 41,41 kvadratkilometer. Räknas de 22 avrinningsområdena uppströms in blir den ackumulerade arean 517,95 kvadratkilometer. Lillån (Kalvån) som avvattnar avrinningsområdet har biflödesordning 2, vilket innebär att vattnet flödar genom totalt 2 vattendrag innan det når havet efter 84 kilometer. Avrinningsområdet består mestadels av skog (54 %) och sankmarker (26 %). Avrinningsområdet har 0,27 kvadratkilometer vattenytor vilket ger det en sjöprocent på 0,7 %.